# Heliofunda

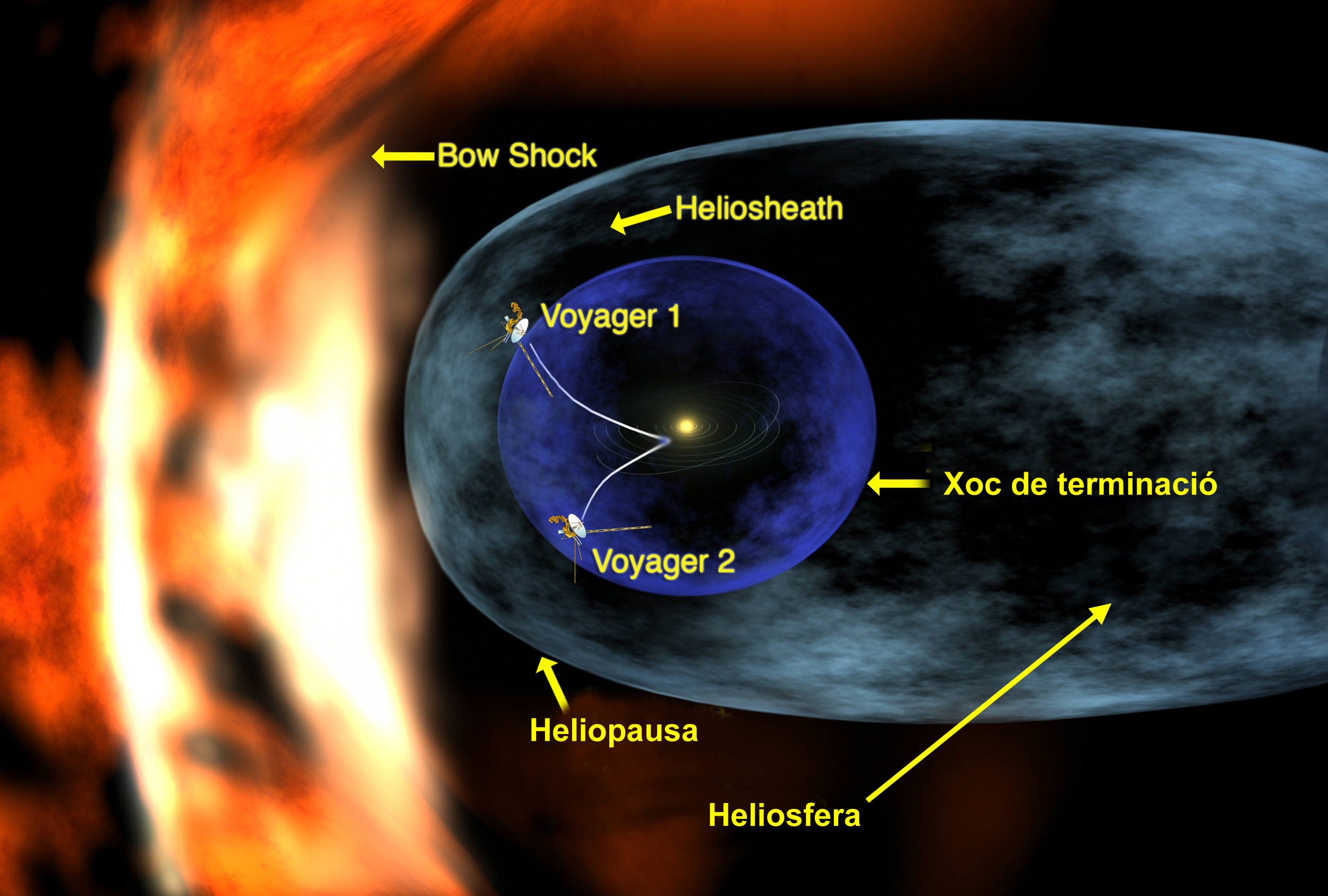
La situació dels Voyager 1 i 2 el 2005

L'heliofunda és la zona entre el front de xoc de terminació i l'heliopausa, al límit exterior del sistema solar. Es troba a la vora de l'heliosfera, una "bombolla" creada pel vent solar.
La distància entre l'heliofunda i el Sol és d'entre vuitanta i cent ua. La missió actual de les sondes espacials Voyager 1 i 2 inclou un estudi de l'heliofunda.
El maig del 2005, la NASA va anunciar que el Voyager 1 havia travessat el front de xoc de terminació i penetrat l'heliosfera a finals del 2004, a una distància de 94 ua.